# مارکو وراتی
مارکو وراتی (به ایتالیایی: Marco Verratti) بازیکن فوتبال اهل ایتالیا است که در پست هافبک برای باشگاه العربی بازی می‌کند. او اکنون عضو تیم ملی فوتبال ایتالیا است. وراتی یک هافبک توانمند با قابلیت بازی‌خوانی عالی، سرعت و تکنیک بالا، ارسال پاس‌های کلیدی و انجام تکل‌های دقیق است.

## افتخارات

### دلفینو پسکارا
- سری بی: ۲۰۱۱–۲۰۱۲

### پاریس سن ژرمن
- لیگ ۱: ۲۰۱۲–۲۰۱۳، ۲۰۱۳–۲۰۱۴، ۲۰۱۴–۲۰۱۵، ۲۰۱۵–۲۰۱۶، ۲۰۱۶–۲۰۱۷، ۲۰۱۷–۲۰۱۸، ۲۰۱۸–۲۰۱۹، ۲۰۱۹–۲۰۲۰، ۲۰۲۱–۲۰۲۲،۲۰۲۲-۲۰۲۳
- جام حذفی فوتبال فرانسه: ۲۰۱۴–۲۰۱۵، ۲۰۱۵–۲۰۱۶، ۲۰۱۶–۲۰۱۷، ۲۰۱۷–۲۰۱۸
- لیگ کاپ: ۲۰۱۳–۲۰۱۴، ۲۰۱۴–۲۰۱۵، ۲۰۱۵–۲۰۱۶، ۲۰۱۶–۲۰۱۷، ۲۰۱۷–۲۰۱۸
- سوپر جام فوتبال فرانسه: ۲۰۱۳، ۲۰۱۴، ۲۰۱۵، ۲۰۱۶، ۲۰۱۷، ۲۰۱۸، ۲۰۱۹
- تیم ملی ایتالیا: قهرمان جام ملت‌های اروپا ۲۰۲۰